# Correnti a pelo libero
In idraulica, le correnti a pelo libero sono una tipologia di moto che l'acqua ha nei fiumi, nei canali artificiali o nelle condotte non in pressione, in cui la superficie superiore del fluido non è confinata ma è a contatto con l'atmosfera terrestre, solitamente considerata a pressione costante nel tratto oggetto di studio, definendo quindi una superficie isobarica comunemente detta "superficie libera" o "pelo libero", che può avere un andamento diverso rispetto alla pendenza del fondo.

## Tipologie di moto
Il moto nelle correnti a pelo libero, in relazione alla variazione nel tempo delle grandezze caratteristiche del moto (cioè portata e tirante idrico) in una sezione trasversale può essere:
- "stazionario" se la portata e il tirante non variano nel tempo;
- "non stazionario" se la portata e il tirante variano nel tempo.

In relazione alla variazione del tirante nello spazio, in senso longitudinale al canale, il moto delle correnti a pelo libero può essere distinto in:
- "uniforme" se il tirante non varia nello spazio e le particelle fluide hanno traiettorie rettilinee e parallele tra loro[3] (dato che il moto uniforme non stazionario è raro, quando si parla di moto uniforme ci si riferisce al moto uniforme stazionario);
- "gradualmente variato" se il tirante idrico varia nello spazio in maniera graduale, in modo tale che, tratto per tratto, le traiettorie delle particelle fluide possano essere approssimate rettilinee e parallele fra loro[3];
- "rapidamente variato" se il tirante idrico varia nello spazio in maniera brusca, con riferimento a una distanza relativamente breve.

### Moto stazionario
Il moto stazionario non dipende dal tempo:
{\displaystyle {\frac {\partial }{\partial t}}=0}
Considerando il carico totale H e derivandolo secondo una qualsiasi traiettoria s, in una traiettoria di lunghezza infinitesima si ha come risultato la perdita di carico J:
{\displaystyle {\frac {dH}{ds}}=-J}
Dobbiamo considerare la portata Q costante sia lungo la traiettoria, sia all'inizio che alla fine del nostro tratto interessato, cioè:
{\displaystyle Q=Q(s)=Q_{0}}
Quindi considerando una traiettoria di lunghezza non più infinitesima possiamo scrivere:
{\displaystyle {\frac {dH}{ds}}=-{\frac {1}{g}}\cdot {\frac {\partial v}{\partial t}}-J}
{\displaystyle {\frac {\partial Q}{\partial s}}+{\frac {\partial A}{\partial t}}=q}
Dove q è la portata unitaria, cioè la portata in metri cubi al secondo per metro.
Quindi possiamo scrivere che:
{\displaystyle J=f(v,R_{h},r_{s},r_{f})}
Cioè che le perdite di carico sono una funzione che dipende da vari fattori, che sono:
- v è la velocità
- Rh è il raggio idraulico
- rs è il coefficiente di scabrezza
- rf è il coefficiente di forma

### Moto uniforme
Un moto uniforme invece si ha soltanto se si è in presenza di un alveo cilindrico, cioè con sezione costante. È caratterizzato dal fatto che il moto non cambia né rispetto al tempo né rispetto allo spazio:
{\displaystyle {\frac {\partial }{\partial t}}=0}
{\displaystyle {\frac {\partial }{\partial s}}=0}
Visto che sicuramente abbiamo delle pendenze, avremo che la derivata rispetto alla quota sarà diverso da zero:
{\displaystyle {\frac {\partial }{\partial z}}\neq \ 0}
Possiamo scrivere l'equazione del moto uniforme, indicando con if la pendenza del fondo, e con J le dissipazioni:
{\displaystyle i_{f}=J}
La pendenza del fondo possiamo rappresentarla come: {\displaystyle {\frac {dz_{f}}{ds}}=i_{f}}
Questa ci dice che l'energia guadagnata grazie alla pendenza, viene totalmente persa in dissipazioni distribuite. Il moto uniforme è tecnicamente irrealizzabile se non puntualmente, perché vorrebbe dire che non esiste nulla che disturbi il corso dell'acqua nel suo percorso; esso tuttavia rappresenta le condizioni tendenziali del corso d'acqua.
Applicando l'equazione di Bernoulli modificata per le correnti a pelo libero, possiamo scrivere la formula del carico totale della nostra corrente:
{\displaystyle H=z_{f}+y+{\frac {v^{2}}{2g}}}
dove:
- zf è l'altezza del fondale
- y è l'altezza del corso d'acqua
- g è l'accelerazione di gravità
- v è la velocità

{\displaystyle h=z+y} per una condotta a pressione è il carico prevalente
{\displaystyle {\frac {v^{2}}{2g}}={\frac {Q^{2}}{2g\ \cdot A^{2}}}} è il carico cinematico

## Grandezze caratteristiche del moto

### Carico specifico
Nelle correnti a pelo libero, y e  {\displaystyle {\frac {v^{2}}{2g}}={\frac {Q^{2}}{2g\cdot A^{2}}}} sono due grandezze omogenee e confrontabili, che sommate assieme rappresentano il carico specifico E:
{\displaystyle E=y+{\frac {Q^{2}}{2g\cdot A^{2}}}}

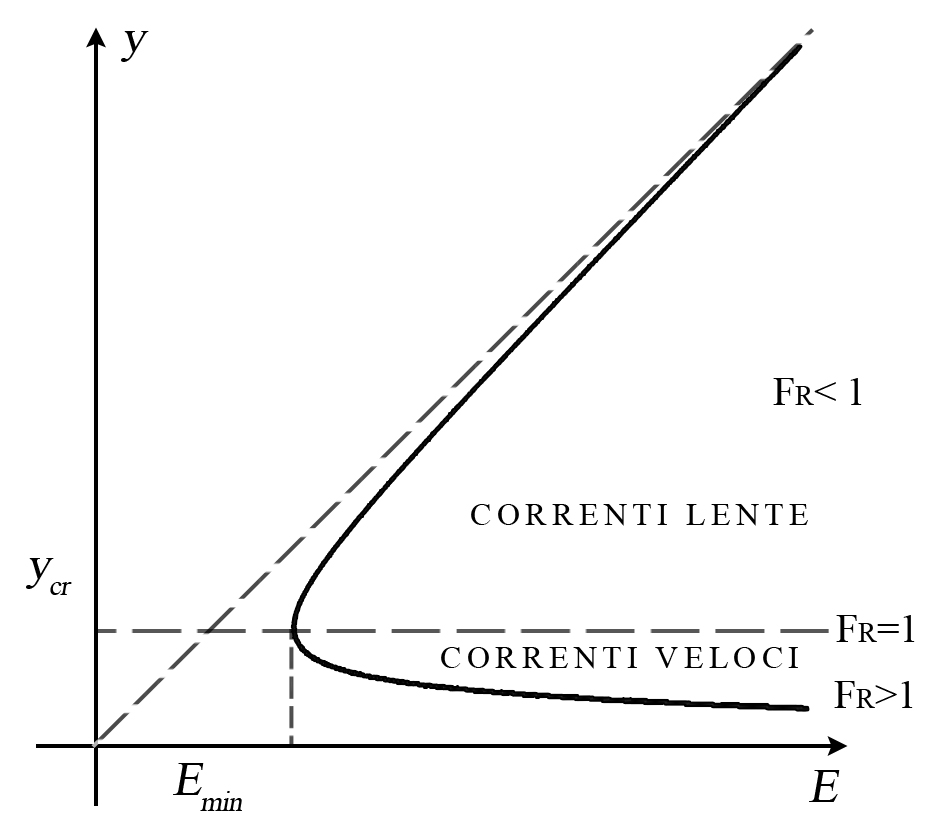
Grafico del carico specifico delle correnti a pelo libero

z diventa l'energia di posizione per unità di peso. Analizzando il grafico di questa funzione, si nota come la corrente abbia due possibili livelli per la stessa energia, cioè una corrente più lenta con un livello più elevato oppure una più veloce con un livello del pelo libero più basso. Inoltre esiste un punto di energia minima per un'altezza del pelo libero, che si definisce altezza critica o ycr. L'aspetto di tutti i corsi d'acqua, nelle loro parti terminali variano con E e y prossimi all'assetto critico.
Per le correnti a pelo libero, la formula di Chézy permette di determinare la portata o la velocità di assegnato tirante idraulico o il tirante idraulico di assegnata portata che si verifica in condizioni di moto uniforme:
{\displaystyle Q=A\cdot \chi \cdot {\sqrt {R_{h}\cdot i_{f}}}}
Il moto uniforme rappresenta una condizione asintotica per una corrente in un canale prismatico (cioè costituito da sezioni trasversali uguali lungo il suo percorso) che avviene quando la cadente piezometrica è uguale alla pendenza dell'alveo.
Non c'è una relazione lineare tra portata e perdite di carico. In alcune condizioni energetiche, piccole variazioni di carico, possono causare grandi variazioni di carico.
A livello puntuale avremo:
{\displaystyle J\neq i_{f}}
Mentre mediamente risulta:
{\displaystyle \int Jdl=\int i_{f}dl}
Mettendo in relazione la pendenza del fondale if con le perdite di carico, possiamo scrivere l'equazione del moto in termini di carico specifico:
{\displaystyle {\frac {dE}{ds}}=i_{f}-J}
Questa espressione ci indica quanto carico si può recuperare per unità di percorso.
Se if>J il carico aumenta, ma non è detto che aumenti la velocità della corrente; dipende se la corrente è veloce o la corrente è lenta.

#### Assetto critico
Quando una corrente a pelo libero possiede un'energia specifica pari all'energia minima possibile per assegnata portata, si dice che la corrente è in "assetto critico", o semplicemente che è "critica", e si ha una sola altezza del pelo libero possibile.
Per trovare il valore dell'altezza critica della corrente, è necessario trovare il minimo dell'energia specifica derivando rispetto ad y e ponendo uguale a zero la derivata, per trovare un punto estremante secondo l'analisi matematica:
{\displaystyle {\frac {dE}{dy}}=1+{\frac {Q^{2}}{2g\cdot b^{2}}}\cdot {\frac {-2}{y_{cr}^{3}}}=1-{\frac {q^{2}}{g\cdot y_{cr}^{3}}}=0}
Perciò si ha:
{\displaystyle {\frac {q^{2}}{g\cdot y_{cr}^{3}}}=1};
{\displaystyle y_{cr}^{3}={\frac {q^{2}}{g}}};
{\displaystyle y_{cr}={\sqrt[{3}]{\frac {q^{2}}{g}}}}
Sostituendo la y critica trovata nell'equazione del carico specifico:
{\displaystyle E_{min}=y_{cr}+{\frac {Q^{2}}{2g\cdot b^{2}\cdot y_{cr}^{2}}}=y_{cr}+{\frac {q^{2}}{2g\cdot y_{cr}^{2}}}=y_{cr}\cdot (1+{\frac {q^{2}}{2g\cdot ({\sqrt[{3}]{{\frac {q^{2}}{g}})^{3}}}}})=y_{cr}(1+{\frac {1}{2}})}
Alla fine avremo:
{\displaystyle E_{min}={\frac {3}{2}}y_{cr}}

### Velocità del flusso
Tramite l'applicazione alle correnti a pelo libero della formula di Chézy parametrizzata secondo Gauckler-Strickler  è possibile scrivere l'equazione della portata in moto uniforme:
{\displaystyle Q=A\cdot ks\cdot R_{h}^{2/3}\cdot {\sqrt {i_{f}}}}
Dove:
- Q è la portata
- A è l'area bagnata (A = y · b in caso di sezioni rettangolari dell'alveo)
- y è l'altezza del pelo libero
- b è la larghezza dell'alveo rettangolare
- ks  è il coefficiente di scabrezza di Gauckler-Strickler
- Rh è il raggio idraulico
- if è la pendenza del fondo

Si può definire la portata per unità di larghezza:
{\displaystyle q={\frac {Q}{b}}}
Nel caso di una sezione rettangolare possiamo scrivere l'equazione come:
{\displaystyle q=y\cdot k_{s}\cdot R_{h}^{{2}/{3}}\cdot {\sqrt {i_{f}}}}
Dove il raggio idraulico è:
{\displaystyle \ R_{h}={\frac {A}{P}}={\frac {b\cdot y}{b+2\cdot y}}}
Che fa diventare la formula:
{\displaystyle q=y\cdot k_{s}\cdot ({\frac {b\cdot y}{b+2\cdot y}})^{\frac {2}{3}}\cdot {\sqrt {i_{f}}}}
Conoscendo la portata e la larghezza dell'alveo, con un metodo iterativo si può calcolare quale sarà l'altezza della corrente di moto uniforme.

## Applicazioni
Lo studio delle correnti a pelo libero è anche finalizzato alla progettazione di canali artificiali, che deve essere fatta secondo una portata massima che essi possano convogliare, considerando un determinato tempo di ritorno della portata al colmo di piena.